# 大統領綬

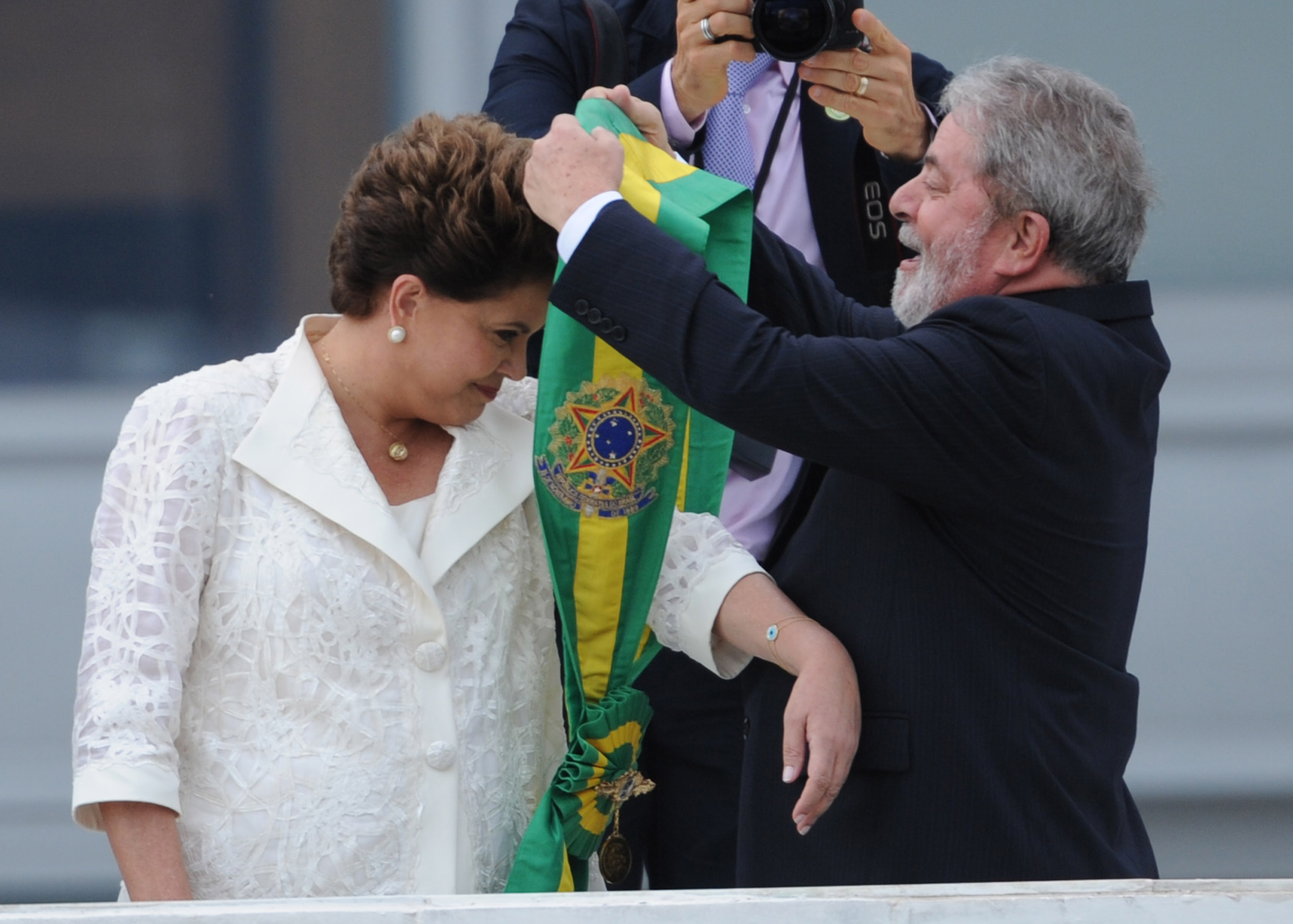
プラナルト宮殿でルイス・イナシオ・ルーラ・ダ・シルヴァ前大統領から大統領綬を授けられるジルマ・ルセフ新大統領（2010年、ブラジル）

大統領綬（だいとうりょうじゅ, 英: Presidential sash）は、大統領が儀式などで着用する勲章型の記章。
太い帯（綬）を肩から襷掛けする。中南米の国で特に多く見られる。綬は現職の大統領のみが着用可能で、君主制国家における王冠と似た性格を持つ。現職の大統領が退任する際には、綬を後任の者に就任式などで引き継ぐ。通常は国旗と似たデザインで、胸の中心に国章や大統領章を付けたものが多い。右肩から左腰に掛けるのが一般的である。

## ギャラリー

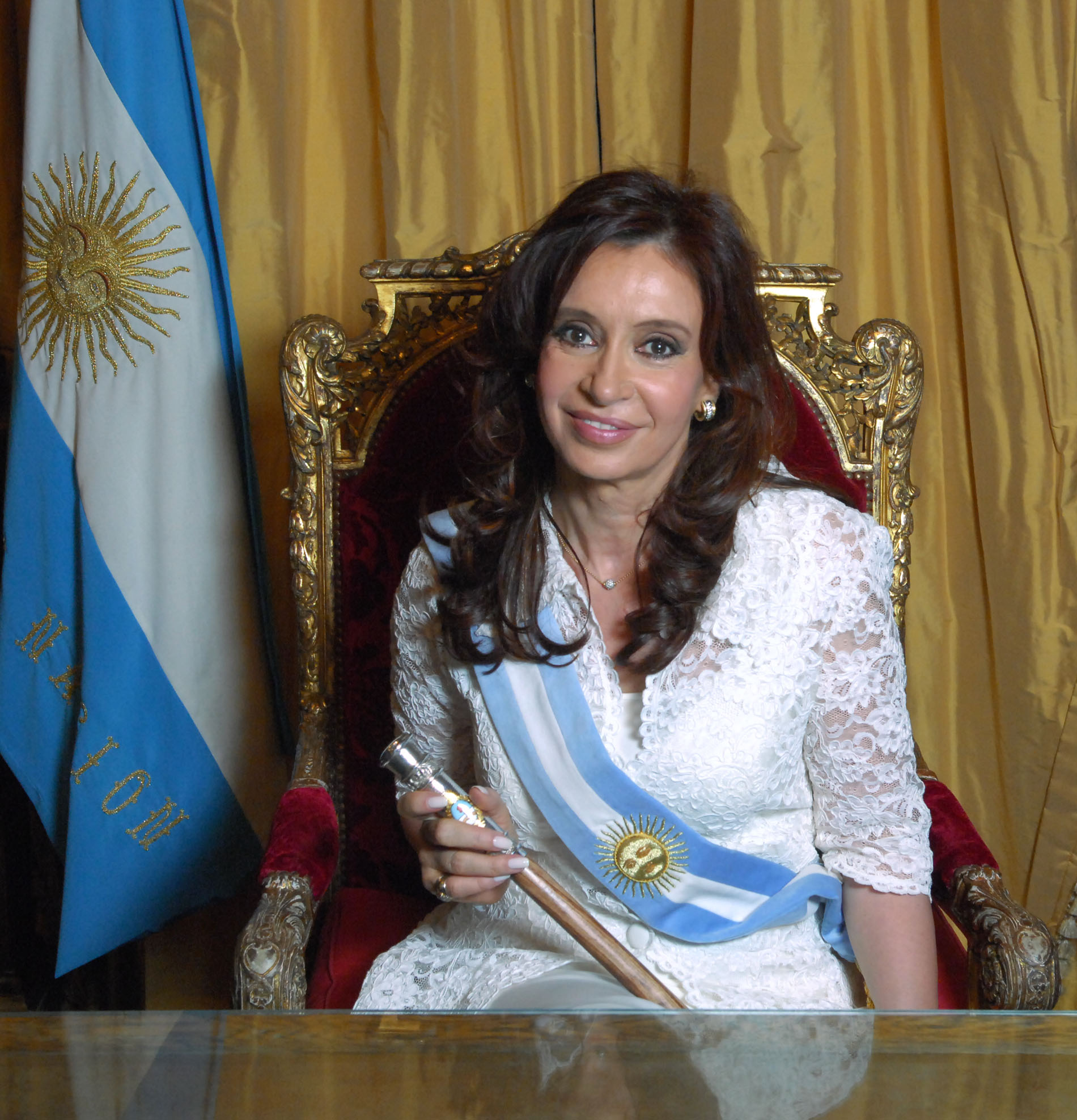
クリスティーナ・フェルナンデス・デ・キルチネル アルゼンチン大統領（2007年）
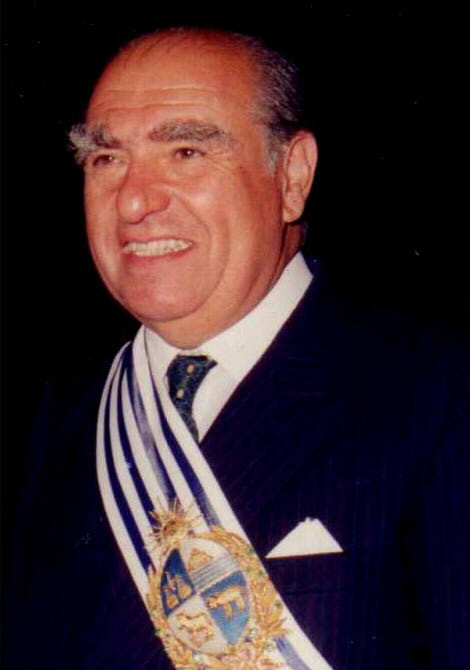
フリオ・マリア・サンギネッティ ウルグアイ大統領（2期目）
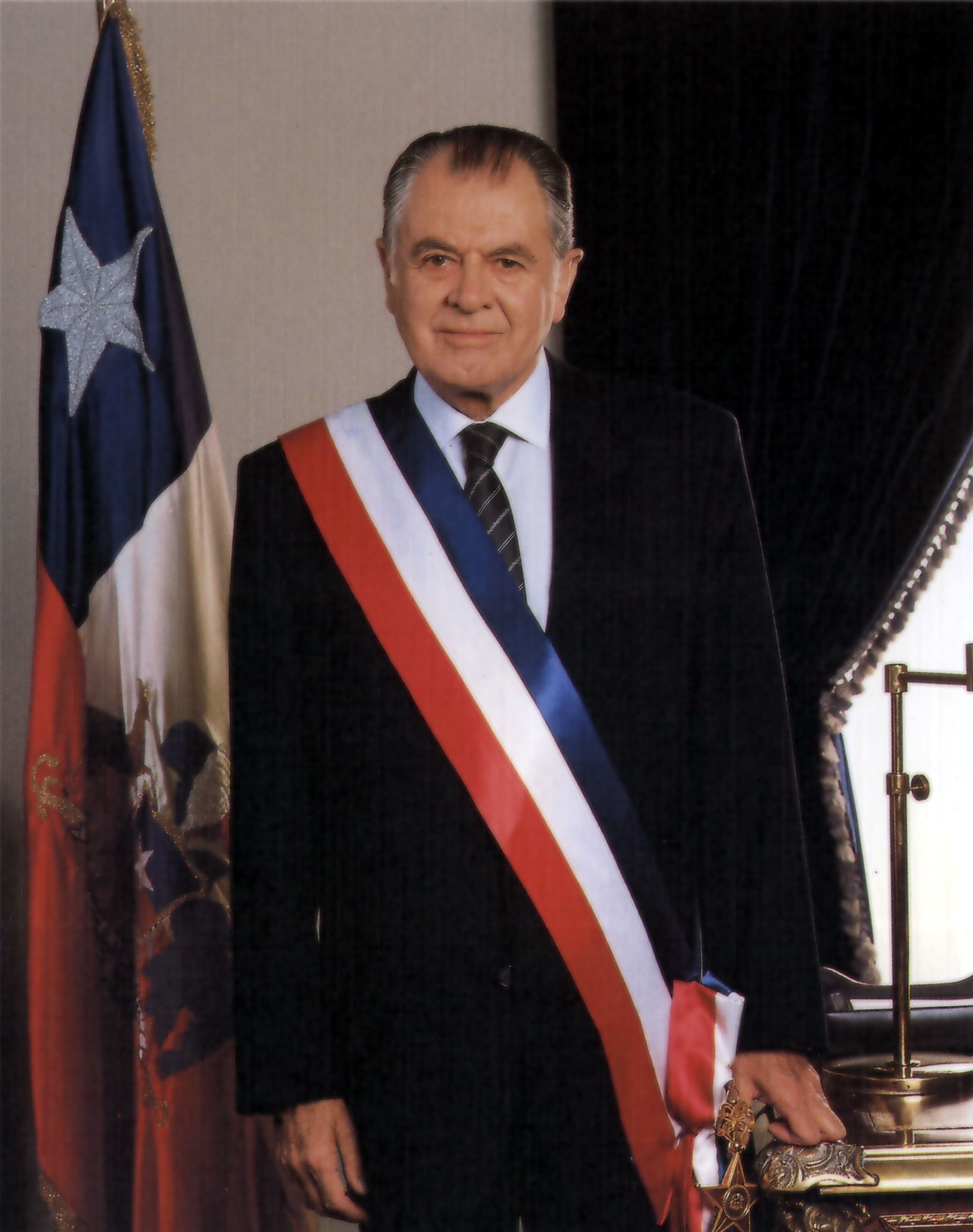
パトリシオ・エイルウィン チリ大統領（1990年）
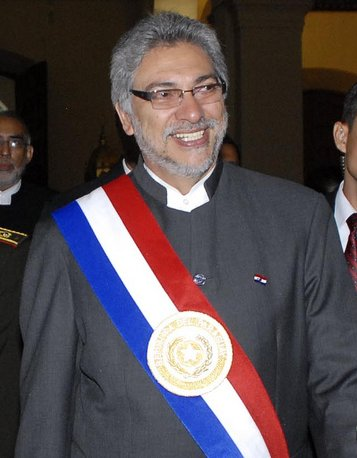
フェルナンド・ルゴ パラグアイ大統領（2009年）
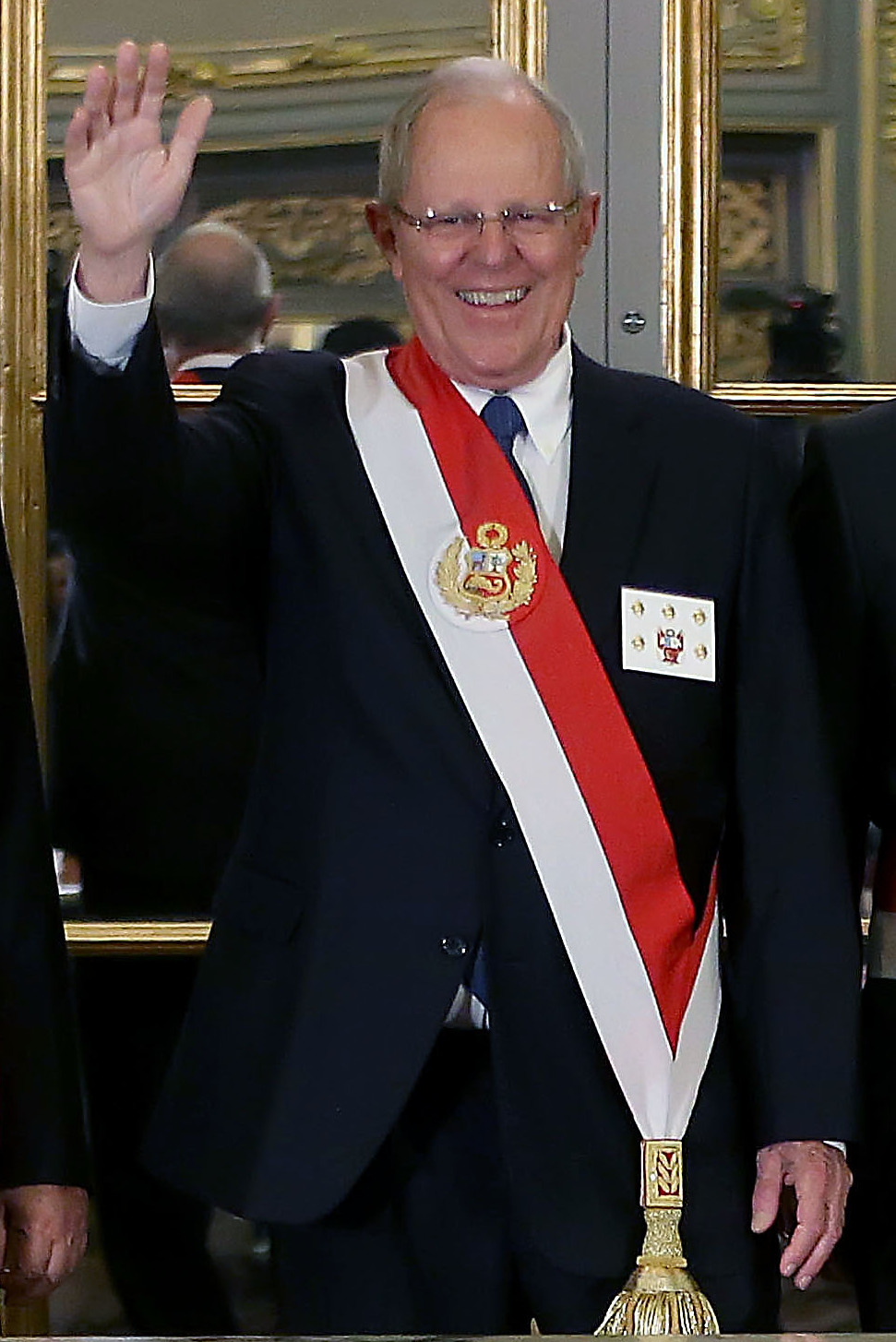
ペドロ・パブロ・クチンスキ ペルー大統領（2016年）
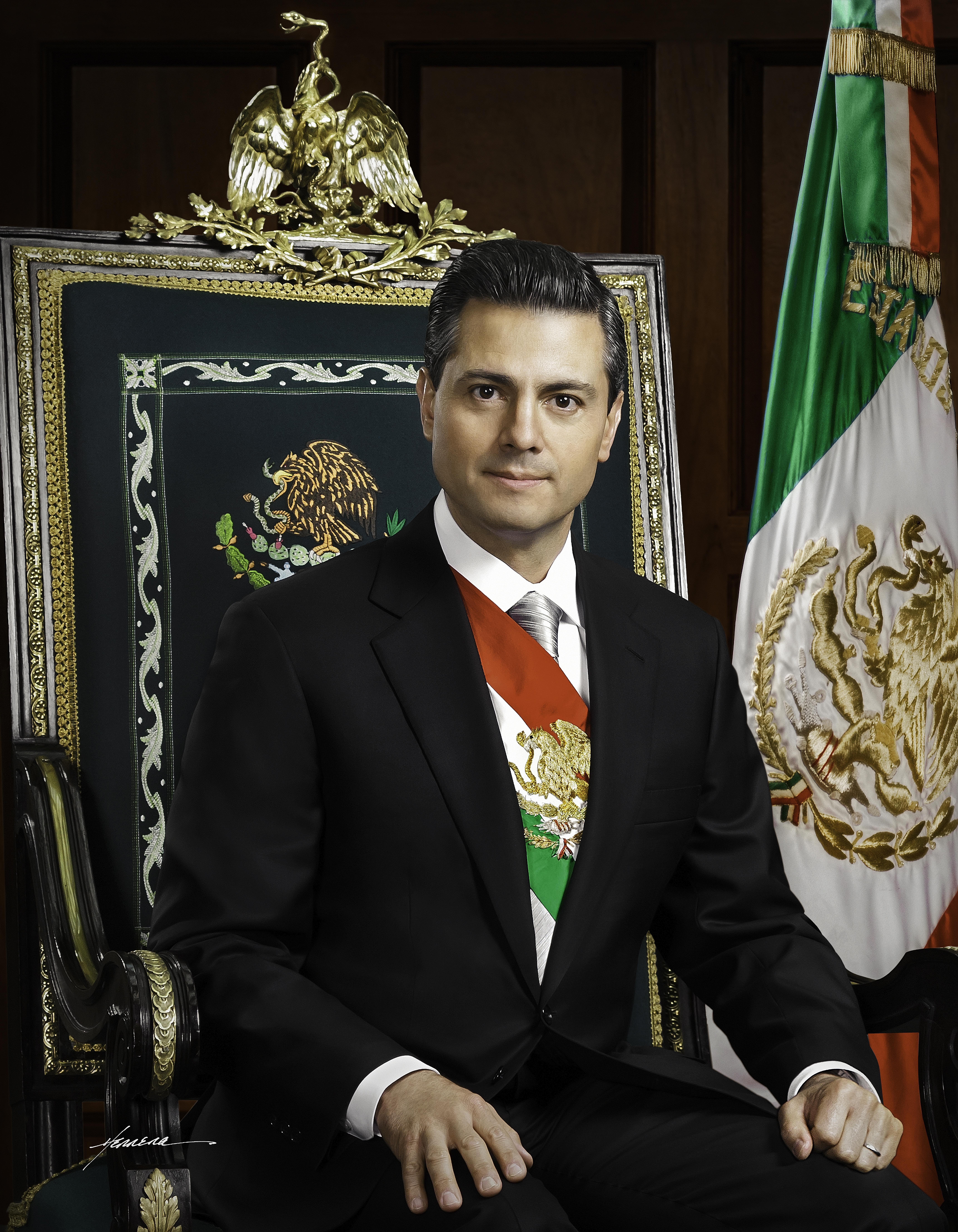
エンリケ・ペーニャ・ニエト メキシコ大統領（2013年）